# 3,3'-二碘甲状腺原氨酸

3,3'-二碘甲状腺原氨酸，又称二碘甲状腺原氨酸，简称3,3'-T 2 ，是甲状腺激素的代谢产物。
其是由三碘甲腺原氨酸分解而成。在某些疾病状态下，其体内水平可能会受到影响。 

## 反应

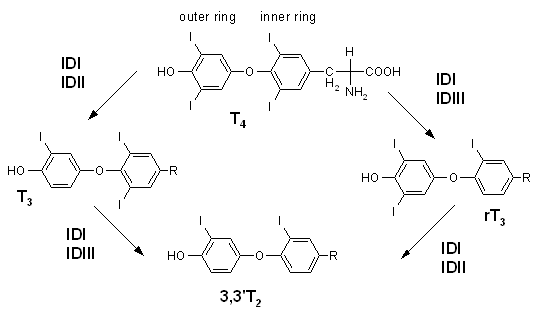
从T_{3}合成T_{2，}和反向T3合成T_{2}